# Saint-Eugène, Charente-Maritime

Saint-Eugène este o comună în departamentul Charente-Maritime, Franța. În 1 ianuarie 2022 avea o populație de 285 de locuitori.